# Borysowszczyzna (obwód grodzieński)
Borysowszczyzna (biał. Барысаўшчына, Barysauszczyna; ros. Борисовщина, Borisowszczina) – dawny chutor na Białorusi, w obwodzie grodzieńskim, w rejonie mostowskim, w sielsowiecie Gudziewicze.
W dwudziestoleciu międzywojennym folwark leżał w Polsce, w województwie białostockim, w powiecie grodzieńskim, w gminie Gudziewicze.
Według Powszechnego Spisu Ludności z 1921 roku ówczesny folwark zamieszkiwało 40 osób, 24 było wyznania rzymskokatolickiego a 16 prawosławnego. 24 mieszkańców zadeklarowało polską przynależność narodową a 16 białoruską. Były tu 5 budynków mieszkalnych.
Miejscowość należała do parafii rzymskokatolickiej św. Anny w Łunnej i parafii prawosławnej Narodzenia Najświętszej Maryi Panny w Gudziewiczach.
Podlegała pod Sąd Grodzki w Indurze i Okręgowy w Grodnie; właściwy urząd pocztowy mieścił się w Gudziewiczach.